# Jamaikanische Badmintonmeisterschaft 1966
Die Jamaikanische Badmintonmeisterschaft 1966 fand in Kingston statt. Es war die 19. Austragung der nationalen Titelkämpfe im Badminton von Jamaika.

## Titelträger
| Disziplin    | Sieger                                |
| ------------ | ------------------------------------- |
| Herreneinzel | Anthony Garcia                        |
| Dameneinzel  | Pauline Laman                         |
| Herrendoppel | Anthony Garcia Richard Roberts        |
| Damendoppel  | Barbara Tai Tenn Quee Sheila Phillips |
| Mixed        | Richard Roberts Christine Bennett     |